# Getmancar
Getmancar — найбільша каршеринг-компанія України. Компанія була заснована Тарасом Гетманським у 2017 році й стала першим українським каршеринговим сервісом. Головний офіс розташований у Дніпрі. Засновник - Тарас Гетьманський, звідки і назва компанії: Getmancar.

## Опис
Початково сервіс було запущено лише у Києві 9 січня 2018 року. З лютого 2020 року послуги каршерингу стали доступні в Дніпрі. Клієнтом сервісу може стати, будь-яка особа, що досягла віку 21 рік та має не менше 2 років стажу водіння. Тарифікація відбувається на похвилинній, погодинній чи подобовій основі. У місті визначено певну зону, в межах якої можна орендувати автомобіль і багато зон де можна залишити машину опісля. Територія користування включає місто та приміську зону.
У 2021 році Getmancar запустив онлайн-платформу для здачі власного авто в оренду, ставши PaaS.
У липні 2021 року Getmancar запустив спільний проект каршерингу з Toyota.
До 2020 року компанія розвивалася за рахунок власних інвестицій. Сума інвестицій становила 4 млн дол. За 2020-2021 рік приватні інвестори вклали 1.5 млн дол у розвиток компанії.
Станом на червень 2021 року Getmancar мав 160 тисяч зареєстрованих користувачів.
У 2022 році сервіс Getmancar почав роботу у Грузії. Послуги каршерингу стали доступні у Тбілісі та Батумі.